# Municipio de Metlatónoc
El municipio de Metlatónoc es un municipio del estado de Guerrero, localizado en el sureste de México. Su población pertenece mayoritariamente a la etnia mixteca, una mínima parte Me Phaa y se trata del segundo municipio más pobre de la república mexicana. El entorno geográfico de Metlatónoc ha propiciado un aislamiento que agudiza la pobreza de su población, al grado que, según los reportes del Consejo Nacional de la Población (Conapo), los habitantes del lugar tienen un índice de desarrollo humano similar al de países africanos como Burundi.

## Toponimia
Metlatónoc es un topónimo náhuatl que significa "en el pequeño metate". Su nombre mixteco es Itia Tá'nu o Tiata'nu.

## Geografía
El municipio de Metlatónoc la Región de La Montaña. Forma parte de la Provincia Fisiográfica X de la Sierra Madre del Sur. Rodeado de montañas abruptas, la comunicación entre las comunidades de este municipio y el resto del país es sumamente complicada, y la puerta de entrada a la zona Mixteca de Guerrero es la ciudad de Tlapa de Comonfort, ubicada a 75 kilómetros de distancia que se recorren en cuatro horas de camino.
Las coordenadas extremas del municipio son 16º49' - 17º49' de latitud norte y 98º15' - 98º42' de longitud oeste. Limita al norte con los municipios de Atlamajalcingo del Monte, Xalpatláhuac y Alcozauca de Guerrero; al este con los municipios de Alcozauca de Guerrero, Tlacoachistlahuaca y Cochoapa el Grande; al sur con los municipios de Cochoapa el Grande, Tlacoachistlahuaca, Igualapa y San Luis Acatlán; al oeste con los municipios de San Luis Acatlán, Iliatenco, Malinaltepec y Atlamajalcingo del Monte.
La superficie del municipio de Metlatónoc era de 1367,8 km², antes de que le fuera seccionado el municipio de Cochoapa el Grande en el año 2003.
Dos terceras partes de la superficie de Metlatónoc está marcadas por la presencia de las montañas de la Sierra Madre del Sur. Una cuarta parte corresponde a los pies de monte y el resto a pequeños valles intermontanos. El municipio forma parte de la cuenca del río Ometepec, que nace en las inmediaciones de la Sierra Madre y desemboca en el océano Pacífico. El clima dominante es el semicálido, que tiende a convertirse en templado a medida que se avanza al norte, y en cálido en la parte sur. El promedio de precipitación anual de Metlatónoc es de 2 mil 400 milímetros cúbicos, que se concentran en los meses de verano e invierno.
Como otras partes del sur de México, en Metlatónoc predomina la vegetación del trópico seco, es decir, una mezcla de selva caducifolia combinada con xerófitas. De los más de mil kilómetros de superficie de Metlatónoc, menos del 4 % es útil para la agricultura, que constituye una de las principales ocupaciones de sus habitantes.

## Población
Hasta el 13 de junio de 2003, cuando el municipio fue dividido en dos (Metlatónoc y Cochoapa el Grande), Metlatónoc era el municipio más pobre de México. En 2008 ocupó el sexto lugar en grado de marginación social, y el séptimo en rezago social.
En el municipio, 15 778 personas hablan al menos una lengua indígena, lo que corresponde al 83.14%. Estas lenguas son ixcateco, mixteco, náhuatl, tlapaneco y otras. No todos quienes hablan una lengua indígena pueden comunicarse también en español.
En el año 2000 su Índice de Desarrollo Humano era de 0.363. De acuerdo con el censo del INEGI en 2005: el 86.60% ganaba un máximo de 90 pesos diarios; el 60.69% de los habitantes mayores de 15 años son analfabetas; el 75.99% de las casas no cuenta con baño ni drenaje, el 24.29% carecían de luz y el 28.65% de agua; el 97.56% de la población no cuenta con servicios de salud.
De acuerdo a los resultados del Censo de Población y Vivienda de 2020 realizado por el Instituto Nacional de Estadística y Geografía, la población total del municipio es de 18 859 habitantes, lo que representa un decrecimiento promedio de -0.06% anual en el período 2010-2020 sobre la base de los 18 976 habitantes registrados en el censo anterior. Al año 2020 la densidad del municipio era de 31,35 hab/km².
| Gráfica de evolución demográfica de Municipio de Metlatónoc entre 2005 y 2020 |
|                                                                               |
| Fuente: Instituto Nacional de Estadística Geografía e Informática             |

Prácticamente la totalidad de la población, (18 584 personas), es indígena. Las lenguas indígenas con mayor número de hablantes son el ixcateco, las mixtecas, náhuatl y tlapaneco.
En el año 2010 estaba clasificado como un municipio de grado muy alto de vulnerabilidad social, con el 77% de su población en estado de pobreza extrema. Según los datos obtenidos en el censo de 2020, la situación de pobreza extrema afectaba al 67.8% de la población (13 215 personas).
Según datos del censo de 2010 la población del municipio se concentraba en 74 localidades, de las cuales solo 10 eran núcleos urbanos de más de 500 habitantes. La información relevada en el censo de 2020 señala que las localidades más pobladas son:

### Localidades
En el censo de 2020 el municipio de Metlantónic contaba con 75 localidades.
| Código INEGI      | Localidad         | Población (2020) |
| ----------------- | ----------------- | ---------------- |
| 120430001         | Metlatónoc        | 4 011            |
| 120430013         | San Juan Huexoapa | 1 380            |
| Otras localidades | Otras localidades | 13 468           |
| Total municipal   | Total municipal   | 18 859           |